# Tennis ai Giochi della II Olimpiade - Doppio misto
Il doppio misto fu uno dei 4 eventi di Tennis ai Giochi della II Olimpiade. Si disputò dal 6 luglio all'11 luglio 1900. Vi parteciparono 12 tennisti provenienti da quattro nazioni.

## Medagliere
| Oro                                               | Argento                                                | Bronzo |
| Gran Bretagna Charlotte Cooper & Reginald Doherty | Francia / Gran Bretagna Yvonne Prévost & Harold Mahony | Gran Bretagna / Boemia Archibald Warden & Hedwiga Rosenbaumová Gran Bretagna / USA Laurence Doherty & Marion Jones |

## Risultati
Il primo turno e le semifinali si sono giocati il 6 luglio, la finale per l'oro l'11 luglio
|  | Quarti di finale                       | Quarti di finale                       | Quarti di finale                       | Quarti di finale | Quarti di finale |  |  | Semifinali                               | Semifinali                               | Semifinali                               | Semifinali                               | Semifinali                               |   |   | Finale                       | Finale                       | Finale                       | Finale | Finale |  |
|  |                                        |                                        |                                        |                  |                  |  |  |                                          |                                          |                                          |                                          |                                          |   |   |                              |                              |                              |        |        |  |
|  | Hedwiga Rosenbaumová Archibald Warden  | Hedwiga Rosenbaumová Archibald Warden  | 6                                      | 3                | 6                |  |  |                                          |                                          |                                          |                                          |                                          |   |   |                              |                              |                              |        |        |  |
|  | Antoinette Gillou Pierre Verdé-Delisle | Antoinette Gillou Pierre Verdé-Delisle | 3                                      | 6                | 2                |  |  | Hedwiga Rosenbaumová Archibald Warden    | Hedwiga Rosenbaumová Archibald Warden    | Hedwiga Rosenbaumová Archibald Warden    | 3                                        | 0                                        |   |   |                              |                              |                              |        |        |  |
|  |                                        |                                        |                                        |                  |                  |  |  | Yvonne Prévost Harold Mahony             | Yvonne Prévost Harold Mahony             | Yvonne Prévost Harold Mahony             | 6                                        | 6                                        |   |   |                              |                              |                              |        |        |  |
|  |                                        |                                        |                                        |                  |                  |  |  |                                          |                                          |                                          |                                          |                                          |   |   | Yvonne Prévost Harold Mahony | Yvonne Prévost Harold Mahony | Yvonne Prévost Harold Mahony | 2      | 4      |  |
|  | Marion Jones Farquhar Laurence Doherty | Marion Jones Farquhar Laurence Doherty | Marion Jones Farquhar Laurence Doherty | 6                | 7                |  |  |                                          |                                          | Charlotte Cooper Sterry Reginald Doherty | Charlotte Cooper Sterry Reginald Doherty | Charlotte Cooper Sterry Reginald Doherty | 6 | 6 |                              |                              |                              |        |        |  |
|  | Georgina Jones Charles Sands           | Georgina Jones Charles Sands           | Georgina Jones Charles Sands           | 1                | 5                |  |  | Marion Jones Farquhar Laurence Doherty   | Marion Jones Farquhar Laurence Doherty   | Marion Jones Farquhar Laurence Doherty   | 2                                        | 4                                        |   |   |                              |                              |                              |        |        |  |
|  |                                        |                                        |                                        |                  |                  |  |  | Charlotte Cooper Sterry Reginald Doherty | Charlotte Cooper Sterry Reginald Doherty | Charlotte Cooper Sterry Reginald Doherty | 6                                        | 6                                        |   |   |                              |                              |                              |        |        |  |

| Posizione | Nome                                  | Nazione               |
| --------- | ------------------------------------- | --------------------- |
| 1         | Reginald Doherty Charlotte Cooper     | Gran Bretagna         |
| 2         | Yvonne Prévost Harold Mahoney         | Francia Gran Bretagna |
| 3         | Lawrence Doherty Marion Jones         | Gran Bretagna USA     |
| 3         | Archibald Warden Hedwiga Rosenbaumová | Gran Bretagna Boemia  |
| 5         | Charles Sands Georgina Jones          | USA                   |
| 5         | P. Verdi-Delisle Antoinette Gillou    | Francia               |